# Морховичи
Мо́рховичи (бел. Морхавічы) — деревня в Кировском районе Могилёвской области Республики Беларусь.

## Географическое положение
Относится к Любоничскому сельсовету. Близлежащие населённые пункты: агрогородок Любоничи, деревни Курганы, Власовичи.
Морховичи находятся в 1 км от автомобильной магистрали М5 Минск — Бобруйск — Жлобин — Гомель в 148 км от Минска и в 20 км от Бобруйска.

## История
Первое упоминание относится к XVII веку. В 1560 году село Бобруйской волости.  С 1738 года Морховичи в Любоничском старостве Речицкого повета. В 1908 году деревня в Любоничской волости Бобруйского уезда Минской губернии. Согласно переписи 1897 года в деревне был 71 двор, 277 женщин и 277 мужчин.

## Население
По состоянию на 1 января 2017 года в деревне находилось 31 хозяйство, в которых проживало 43 человека постоянных жителей, в летний сезон приезжают дачники. Имеются свободные земельные участки и дома на продажу.